# Andrea Datzman
Andrea Kathryn Datzman (* 2. November 1980 in Contra Costa County, Kalifornien) ist eine US-amerikanische Komponistin.

## Leben
Bereits im Alter von acht Jahren begann Datzman mit dem Klavierspiel. Neben Gesangsunterricht komponierte sie auch, sodass sie später Musik an der University of California, Santa Barbara studierte. Nachdem sie ihren Bachelor für Komposition erhalten hatte, studierte sie ein Jahr bei Andrew Imbrie, bevor sie zur Universität zurückkehrte, um ihren Abschluss in Filmkomposition zu machen. Anschließend arbeitete sie für den US-amerikanischen Filmkomponisten Michael Giacchino und assistierte ihm beim Komponieren und übernahm die Orchestrierung seiner Stücke für Filme wie Mission: Impossible III, Star Trek und John Carter – Zwischen zwei Welten. An dessen Seite debütierte sie auch als Filmkomponistin, während sie für die beiden Fernsehserien Undercovers und Alcatraz die Musik schrieb. Für den Animationsfilm Alles steht Kopf 2 (2024) komponierte Datzman den Score. Die Musik für den Vorgänger hatte Giacchino geschrieben.

## Filmografie (Auswahl)
- 2010: Undercovers (Fernsehserie, 12 Folgen)
- 2012: Alcatraz (Fernsehserie, zehn Folgen)